# Clinchknoten
Der Clinchknoten (auch Klammerknoten) ist ein Knoten zum Befestigen einer Angelschnur an einen Ring.

## Anwendung
Der Clinchknoten ist einer der am häufigsten benötigten und verwendeten Angelknoten beim Angelsport. Wirbel und Hauptschnur oder Öhrhaken und Vorfach lassen sich mit ihm verbinden.
Bei Verwendung mit Schnüren dicker als 0,4 mm zieht sich der Knoten häufig nicht mehr fest.
Bei stärkeren Schnüren und Seilen hält er in der Regel durch Reibung. Bei Seilen mit einer versiegelten oder glatten Oberfläche kann der Knoten jedoch unter Belastung aufgehen.

## Knüpfen
Das Ende wird durch ein Öhr geführt, dann vier- bis fünfmal um die feste Part gewickelt. Danach wird das Ende durch das so gebildete Auge geschoben.

## Verbesserter Clinchknoten

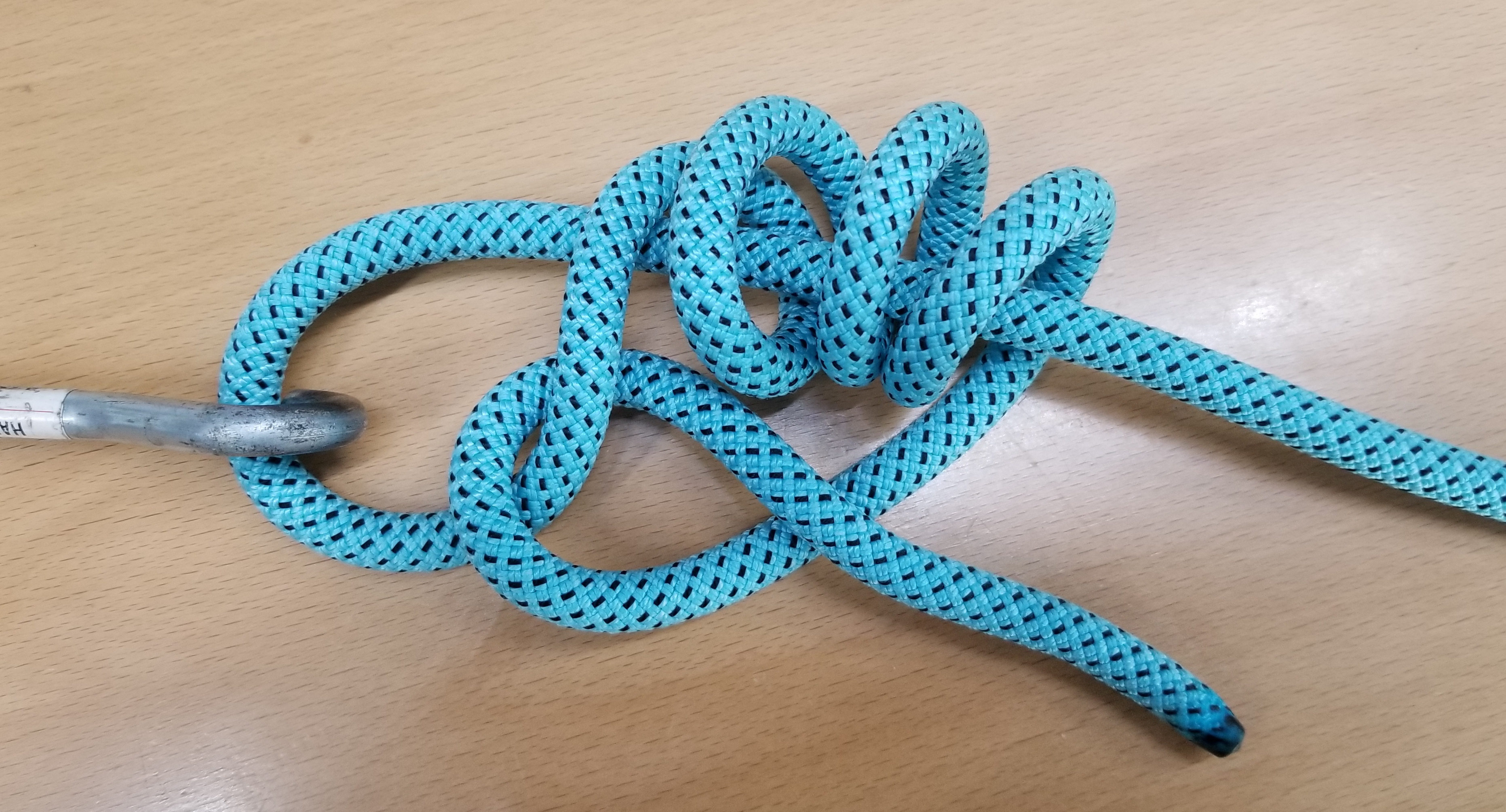
Verbesserter Clinchknoten

Beim „Verbesserten Clinchknoten“ führt man das Ende nochmals in das hinter dem ersten Auge entstandene zweite Auge.

## Abwandlungen
- Als „Spulenachsenknoten“ dient er auch zum Befestigen der Angelschnur an eine Spule. Dazu legt man mit der Schnur einen Törn oder Rundtörn um die Spule und befestigt das Ende mittels Clinchknoten an die feste Part.
- Bindet man anstelle des ersten Auges einen Überhandknoten erhält man den Rapalaknoten. Der Rapalaknoten ist ein Anglerknoten, welcher gerne für das Anbringen von Wobblern verwendet wird. Die Schlaufe ist rutschsicher und eignet sich für alle Schnurtypen bis 0,50 mm Durchmesser. Als „Schlaufenknoten“ findet er weitere Anwendungsbereiche.

## Weitere Anwendung

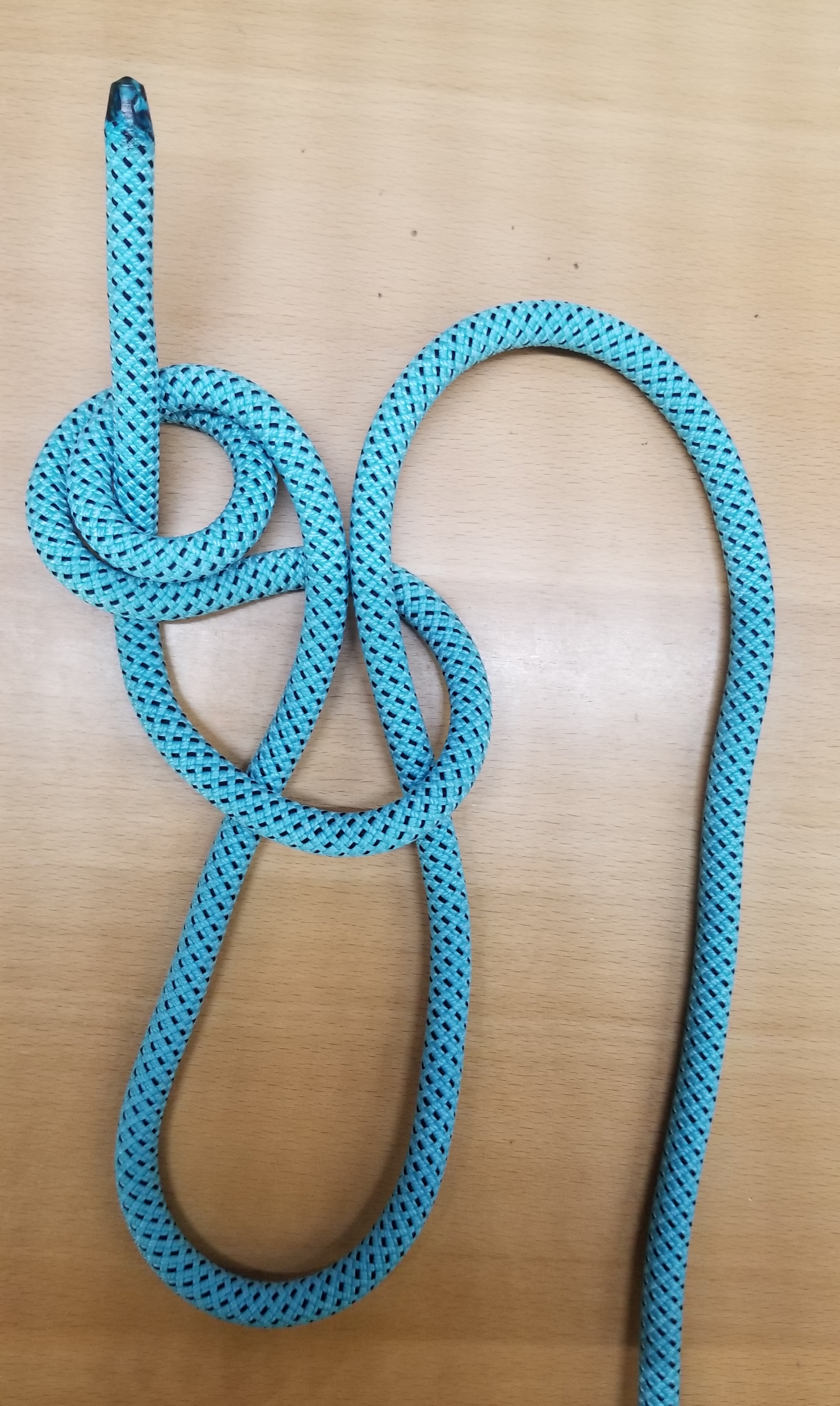
Fuhrmannsknoten mit Clinchknoten

Beim Fuhrmannsknoten wird er benutzt, um eine wieder einfach zu lösende Schlinge als Umlenker zu erzeugen.

## Alternativen
- Alternativen sind unter anderen der Grinner-Knoten, der  Jansik-Knoten oder der Berkley-Knoten,
- Zum Verbinden einer Angelschnur mit der Rolle dient auch der Arborknoten.